# Красная книга Сахалинской области
Красная книга Сахалинской области — аннотированный список редких и находящихся под угрозой исчезновения животных, растений и грибов Сахалинской области. Она была подготовлена специалистами Комитета природных ресурсов и охраны окружающей среды Сахалинской области (том 1, том 2) и учёными Сахалинского ботанического сада ДВО РАН и Биолого-почвенного института ДВО РАН (том 2).

## Издание
Первое издание Красной книги Сахалинской области выпущено в 2000—2005 годах в 2 томах, каждый тиражом 1000 экземпляров. Красная книга Сахалинской области является официальным изданием, предназначенным как для специалистов, так и для широкого круга читателей.
В этом издании оценка состояния видов и популяций проведена по категориям, сочетающим как категории Красной книги Российской Федерации, так и категории Международного союза охраны природы, которые соотносятся следующим образом:
| Категории Красной книги России            | Категории по системе МСОП                                                   | Категории Красной книги Сахалинской области |
| 0 — вероятно исчезнувшие                  | RE — вероятно исчезнувшие в регионе                                         | 0 (RE)                                      |
| 1 — находящиеся под угрозой исчезновения  | CR — находящиеся в критическом состоянии (на грани исчезновения)            | 1 (CR)                                      |
| 2 — сокращающиеся в численности           | EN — находящиеся в опасном состоянии (исчезающие)                           | 2 (EN)                                      |
| 3 — редкие                                | VU — уязвимые                                                               | 3 (VU)                                      |
| 3 — редкие                                | NT — находящиеся в состоянии, близком к угрожаемому (потенциально уязвимые) | 3 (NT)                                      |
| 3 — редкие                                | LC — вызывающие наименьшие опасения                                         | 3 (LC)                                      |
| 4 — неопределенные по статусу             | DD — недостаточно изученные                                                 | 4 (DD)                                      |
| 5 — восстановленные и восстанавливающиеся | (отсутствует)                                                               | 5                                           |

### Первый том. Животные
В первом томе представлен список редких и находящихся под угрозой исчезновения животных Сахалинской области, который включает 170 видов (34 — беспозвоночные (18 — моллюски, 6 — ракообразные, 10 — насекомые), 7 — рыбы, 4 — пресмыкающиеся, 105 — птицы, 18 — млекопитающие).
Для каждого вида приведены иллюстрации, карта распространения, определены статус и категория редкости, даны краткое описание, сведения о численности и необходимых мерах охраны.

### Второй том. Растения
Во втором томе представлен список редких и находящихся под угрозой исчезновения растений и грибов Сахалинской области, который включает 251 видов растений (154 — покрытосеменные, 4 — голосеменные, 22 — папоротниковидные, 1 — плауновидные, 9 — водоросли, 24 — мохообразные, 37 — лишайники) и 19 видов грибов.
Для каждого вида приведены иллюстрации, карта распространения, определены статус и категория редкости, даны краткое описание, сведения о численности и необходимых мерах охраны.

## Списки видов

### Животные
- Sorex tundrensis parvicaudatus — Бурозубка монеронская
- Neomys fodiens  — Кутора обыкновенная
- Myotis macrodactylus — Ночница длиннопалая
- Myotis ikonnikovi — Ночница Иконникова
- Murina ussuriensis — Трубконос уссурийский
- Myopus schisticolor — Лемминг лесной
- Clethrionomys rex — Шикотанская полевка
- Lynx lynx — Обыкновенная рысь
- Gulo gulo sibirica — Восточносибирская росомаха
- Mustela lutreola — Европейская норка
- Enhydra lutris — Калан
- Eumetopias jubatus — Сивуч (северный морской лев)
- Phoca vitulina stejnegeri — Обыкновенный тюлень (курильский подвид, тюлень Стейнегера)
- Moschus moschiferus sachalinensis — Сахалинская кабарга
- Rangifer tarandus phylarchus — Северный олень (охотский подвид) (популяция о. Сахалин)

- Gavia adamsii — Белоклювая гагара
- Tachybaptus ruficollis — Малая поганка
- Phoebastria albatrus — Белоспинный альбатрос
- Calonectris leucomelas — Пестролицый буревестник
- Phalacrocorax capillatus — Японский, или уссурийский баклан
- Botaurus stellaris — Большая выпь
- Ixobrychus eurhythmus — Амурская выпь (амурский волчок)
- Bubulcus ibis — Египетская цапля
- Casmerodius albus — Большая белая цапля
- Egretta intermedia — Средняя белая цапля
- Egretta garzetta — Малая белая цапля
- Ciconia nigra — Черный аист
- Branta canadensis leucopareia — Алеутская канадская казарка
- Branta bernicla nigricans — Американская черная казарка
- Anser erythropus — Пискулька
- Anser cygnoides — Сухонос
- Cygnus cygnus — Лебедь-кликун
- Cygnus bewickii — Малый лебедь
- Cygnus columbianus — Американский лебедь
- Anas poecilorhyncha — Черная кряква
- Anas formosa — Клоктун
- Anas falcata — Касатка
- Aix galericulata — Мандаринка
- Polysticta stelleri — Сибирская гага
- Pandion haliaetus — Скопа
- Circus spilonotus — Восточный болотный лунь
- Accipiter gularis — Малый перепелятник
- Aquila chrysaetos — Беркут
- Haliaeetus albicilla — Орлан-белохвост
- Haliaeetus pelagicus — Белоплечий орлан
- Falco rusticolus — Кречет
- Falco peregrinus — Сапсан
- Falco subbuteo — Чеглок
- Falcipennis falcipennis — Дикуша
- Tetrao parvirostris — Каменный глухарь
- Coturnix japonica — Японский (немой) перепел
- Grus japonensis — Японский журавль
- Grus monacha — Черный журавль
- Porzana pusilla pusilla — Погоныш-крошка
- Porzana fusca — Красноногий погоныш
- Gallinula chloropus — Камышница
- Gallicrex cinerea — Рогатая камышница
- Fulica atra — Лысуха
- Charadrius alexandrinus — Морской зуек
- Himantopus himantopus — Ходулочник
- Haematopus ostralegus osculans — Дальневосточный кулик-сорока
- Tringa ochropus  — Черныш
- Tringa guttifer — Охотский улит
- Phalaropus lobatus — Круглоносый плавунчик
- Philomachus pugnax — Турухтан
- Eurynorhynchus pygmeus — Лопатень
- Calidris subminuta — Длиннопалый песочник
- Calidris bairdii — Бэрдов песочник
- Calidris ferruginea — Краснозобик
- Calidris alpina actites — Чернозобик (сахалинский подвид)
- Calidris ptilocnemis — Берингийский песочник
- Calidris acuminata — Острохвостый песочник
- Limicola falcinellus — Грязовик
- Gallinago hardwickii — Японский бекас
- Gallinago solitaria — Горный дупель
- Numenius minutus — Кроншнеп-малютка
- Numenius madagascariensis — Дальневосточный кроншнеп
- Limosa limosa — Большой веретенник
- Larus glaucescens — Серокрылая чайка
- Rissa brevirostris — Красноногая моевка (говорушка)
- Rhodostethia rosea — Розовая чайка
- Pagophila eburnea — Белая чайка
- Sterna paradisaea  — Полярная крачка
- Sterna camtschatica — Камчатская (алеутская) крачка
- Sterna albifrons — Малая крачка
- Cepphus columba snowi — Курильский чистик
- Brachyramphus perdix — Пестрый пыжик
- Brachyramphus brevirostris — Короткоклювый пыжик
- Synthliboramphus wumizusume — Хохлатый старик
- Treron sieboldii — Японский зеленый голубь
- Nyctea scandiaca — Белая сова
- Bubo bubo — Филин
- Ketupa blakistoni — Рыбный филин
- Otus sunia — Восточная совка
- Otus bakkamoena — Ошейниковая совка
- Aegolius funereus — Мохноногий сыч
- Glaucidium passerinum — Воробьиный сычик
- Surnia ulula — Ястребиная сова
- Strix nebulosa — Бородатая неясыть
- Ceryle lugubris — Большой пегий зимородок
- Sturnia philippensis — Японский (краснощекий) скворец
- Bombycilla japonica — Амурский (японский) свиристель
- Monticola solitarius philippensis — Дальневосточный синий каменный дрозд
- Parus varius  — Тисовая синица
- Zosterops japonica  — Японская белоглазка
- Passer rutilans — Рыжий воробей
- Schoeniclus schoeniclus — Камышовая (тростниковая) овсянка
- Ocyris aureolus — Дубровник

- Plestiodon finitimus  — Дальневосточный сцинк
- Elaphe quadrivirgata — Малочешуйчатый полоз
- Elaphe climacophora — Островной полоз
- Euprepiophis conspicillata — Японский полоз

- Acipenser mikadoi — Сахалинский осетр
- Huso dauricus — Калуга
- Hucho taimen — Обыкновенный таймень
- Parahucho perryi — Сахалинский таймень
- Rhynchocypris oxycephala — Китайский гольян
- Elopichthys bambusa — Желтощек
- Siniperca chua-tsi — Китайский окунь, ауха

- Carabus lopatini  — Жужелица Лопатина
- Carabus avinovi — Жужелица Авинова
- Carabus rugipennis — Жужелица морщинистокрылая
- Calosoma maximowiczi  — Красотел Максимовича
- Lucanus maculifemoratus maculifemoratus — Жук-олень дальневосточный
- Aromia orientalis — Дальневосточный мускусный усач
- Papilio maackii — Хвостоносец Маака
- Papilio bianor — Хвостоносец синий
- Parnassius amgunensis — Аполлон амгуньский
- Arcte coerula — Аркте голубая
- Mimeusemia persimilis — Мимевземия схожая
- Asteropetes noctuina — Астеропетес совиная
- Borearctia menetriesii — Медведица Менетрие
- Sinelobus stanfordi — Синелобиус Стэнфорда
- Sternomoera moneronensis — Монеронская стерномоера
- Pseudocrangonyx relicta  — Реликтовый псевдокрангоникс
- Pseudocrangonyx susunaensis — Сусунайский псевдокрангоникс
- Pseudocrangonyx birsteini  — Псевдокрангоникс Бирштейна

- Dahurinaia dahurica — Даурская жемчужница (даурская дауринайя)
- Dahurinaia tiunovae  — Жемчужница Тиуновой (дауринайя Тиуновой)
- Dahurinaia ussuriensis — Уссурийская жемчужница (уссурийская дауринайя)
- Kurilinaia laevis — Гладкая, или сахалинская, жемчужница (гладкая курилинайя)
- Kurilinaia zatravkini — Жемчужница Затравкина (курилинайя Затравкина)
- Kurilinaia kurilensis — Курильская жемчужница (курильская курилинайя)
- Kunashiria taranetzi — [[Кунаширия таранца<span style="display:none" class="sortkey">01 !</span><span class="sorttext">Кунаширия таранца (беззубка Таранца)]]
- Beringiana compressa — Берингиана сжатая
- Kunashiria haconensis — Кунаширия хаконская
- Kunashiria sinanodontoides — Кунаширия синанодонтоподобная
- Amuranodonta parva  — Амурская беззубка маленькая
- Amuranodonta sitaensis — Амурская беззубка ситанская
- Lacustrina etorohuensis — Итурупская озерная шаровка
- Akiyoshia sachalinensis — Сахалинская акиошия
- Cincinna iturupensis — Итурупская цинцинна
- Polypylis nitidella — Полипилис блестящеподобный
- Karaftohelix duiensis — Дуйский карафтохеликс
- Karaftohelix vulcanica — Вулканический карафтохеликс
- Vertigo hydrophila — Вертиго водолюбивый
- Striatura aperta — Стриатура гладкая

### Растения и грибы
По состоянию на 2018 год в Красную книгу внесены 265 видов растений и грибов.
- Acer japonicum — Клен японский
- Actinidia arguta — Актинидия острая
- Hydrocotyle ramiflora — Щитолистник ветвецветковый
- Ilex crenata — Падуб городчатый
- Ilex sugerokii — Падуб Сугероки
- Arisaema japonicum — Однопокровница японская
- Aralia cordata — Аралия сердцевидная
- Aralia elata — Аралия высокая
- Kalopanax septemlobus — Калопанакс семилопастной
- Disporum sessile — Диспорум сидячий
- Disporum smilacinum — Диспорум смилациновый
- Artemisia limosa — Полынь илистая
- Carpesium triste — Карпезиум печальный
- Dendranthema mongolicum — Дендрантема монгольская
- Erigeron miyabeanus — Мелколепестник Миябе
- Erigeron peregrinus — Мелколепестник иноземный
- Ixeridium kurilensе — Иксеридиум курильский
- Leontopodium antennarioides — Эдельвейс антеннариевидный
- Leontopodium kurilense — Эдельвейс курильский
- Saussurea nupuripoensis — Соссюрея нупурипская
- Taraxacum collariatum — Одуванчик воротничковый
- Taraxacum vestitum — Одуванчик одетый
- Taraxacum vulcanorum — Одуванчик вулканный
- Diphylleia grayi — Двулистник Грея
- Betula maximowicziana — Береза Максимовича
- Eritrichium sachalinense — Незабудочник сахалинский
- Eutrema japonicum — Эвтрема японская
- Macropodium pterospermum — Долгоног крылатосемянный
- Cardamine victoris — Сердечник Виктора
- Codonopsis lanceolata — Колокольник ланцетный
- Popoviocodonia stenocarpa — Поповиоколокольчик узкоплодный
- Lonicera tolmatchevii — Жимолость Толмачева
- Melandrium sachalinense — Дрема сахалинская
- Chloranthus serratus — Хлорант пильчатый
- Calystegia soldanella — Повой сольданеллевый
- Bothrocaryum controversum — Ботрокариум спорный
- Rhodiola ischidae — Родиола Исиды
- Rhodiola rosea — Родиола розовая
- Tillaea aquatica — Тиллея водяная
- Gynostemma pentaphyllum — Гиностемма пятилистная
- Carex incisa — Осока разрезная
- Carex japonica — Осока японская
- Eleocharis margaritacea — Болотница жемчужная
- Daphniphyllum humile — Волчелистник низкий
- Botryostege bracteata — Кистекрышник прицветниковый
- Gaultheria miqueliana — Гольтерия Микеля
- Rhododendron adamsii — Рододендрон Адамса
- Rhododendron brachycarpum — Рододендрон короткоплодный
- Rhododendron redowskianum — Рододендрон Редовского
- Rhododendron tschonoskii — Рододендрон Чоноски
- Vaccinium yatabei — Черника Ятабе
- Astragalus austrosachalinensis — Астрагал южносахалинский
- Astragalus kawakamii — Астрагал Каваками
- Astragalus sachalinensis — Астрагал сахалинский
- Oxytropis austrosachalinensis — Остролодочник южносахалинский
- Oxytropis calcareorum — Остролодочник известняковый
- Oxytropis bracteolata — Остролодочник прицветничковый
- Oxytropis helenae — Остролодочник Елены
- Oxytropis itoana — Остролодочник Ито
- Oxytropis sachalinensis — Остролодочник сахалинский
- Oxytropis todomoshiriensis — Остролодочник тодомоширский
- Quercus dentata — Дуб зубчатый
- Gentianella sugawarae — Горечавочка Сугавары
- Pterigocalyx volubilis — Крылаточашечник вьющийся
- Hemerocallis yezoensis — Красоднев иезский
- Hydrangea petiolaris — Гортензия черешчатая
- Schizophragma hydrangeoides — Вскрытостенка гортензиевидная
- Iris ensata — Касатик мечевидный
- Iris sanguinea — Касатик кровный
- Juglans ailanthifolia — Орех айлантолистный
- Agastache rugosa — Многоколосник морщинистый
- Ajuga shikotanensis — Живучка шикотанская
- Nepeta yezoensis — Котовник иезский
- Teucrium miquelianum — Дубровник Микеля
- Cardiocrinum cordatum — Кардиокринум сердцевидный
- Erythronium japonicum — Кандык японский
- Magnolia hypoleuca — Магнолия снизу-белая
- Heloniopsis orientalis — Гелониопсис восточный
- Stenanthium sachalinense — Стенантиум сахалинский
- Fauria crista-galli — Фория гребневая
- Morus bombycis — Тутовое дерево атласное
- Aletris luteoviridis — Алетрис желто-зеленый
- Nuphar pumila — Кубышка малая
- Nymphaea tetragona — Кувшинка четырехгранная
- Fraxinus lanuginosa — Ясень шерстистый
- Ligustrina japonica — Трескун японский
- Amitostygma kinoshitae — Амитостигма Киноситы
- Calypso bulbosa — Калипсо луковичная
- Cephalanthera erecta — Пыльцеголовник прямой
- Cephalanthera longibracteata — Пыльцеголовник длинноприцветниковый
- Cremastra variabilis — Кремастра изменчивая
- Cypripedium calceolus — Венерин башмачок настоящий
- Cypripedium guttatum — Венерин башмачок пятнистый
- Cypripedium macranthon — Венерин башмачок крупноцветковый
- Cypripedium yatabeanum — Венерин башмачок Ятабе
- Cypripedium shanxiense — Венерин башмачок шансийский
- Dactylostalyx ringens — Дактилосталикс раскрытый
- Eleorchis japonica — Элеорхис японский
- Ephippianthus sachalinensis — Седлоцветник сахалинский
- Epipogium aphyllum — Надбородник безлистный
- Gastrodia elata — Пузатка высокая
- Goodyera maximowicziana — Гудайера Максимовича
- Goodyera schlechtendaliana — Гудайера Шлехтендаля
- Habenaria yezoensis — Поводник иезский
- Hammarbya paludosa — Хаммарбия болотная
- Liparis kumokiri — Глянцелистник Кумокири
- Liparis sachalinensis — Глянцелистник сахалинский
- Myrmechis japonica — Мирмехис японский
- Neottianthe cucullata — Гнездоцветка клобучковая
- Platanthera camtschatica — Любка камчатская
- Limnorchis chorisiana — Лимнорхис Хориса
- Platanthera maximowicziana — Любка Максимовича
- Platanthera ophrydioides — Любка офрисовидная
- Pogonia japonica — Бородатка японская
- Tulotis fuscescens — Тулотис буреющий
- Phacellanthus tubiflorus — Пучкоцвет трубкоцветковый
- Paeonia obovata — Пион обратнояйцевидный
- Paeonia oreogeton — Пион горный
- Papaver tolmatschevianum — Мак толмачевский
- Brylkinia caudata — Брылкиния хвостатая
- Deschampsia tzvelevii — Щучник Цвелева
- Festuca hondoensis — Овсяница хондоская
- Poa shumushuensis — Мятлик шумшуйский
- Stenofestuca pauciflora — Узкоовсяница редкоцветковая
- Primula kawasimae — Первоцвет Кавасимы
- Primula sachalinensis — Первоцвет сахалинский
- Adonis ramosa — Адонис ветвистый
- Cailianthemum sachalinense — Красивоцветник сахалинский
- Miyakea integrifolia — Миякея цельнолистная
- Pulsatilla sachalinensis — Прострел сахалинский
- Pulsatilla taraoi — Прострел Тарао
- Pulsatilla tatewakii — Прострел Татеваки
- Cerasus sargentii — Вишня Саржента
- Micromeles alnifolia — Мелкоплодник ольхолистный
- Padus ssiori — Черемуха сьори
- Potentilla dickinsii — Лапчатка Дикинса
- Rubus pseudojaponicus — Рубус ложнояпонский
- Mitchella undulata — Митчелла волнистая
- Phellodendron sachalinense — Бархат сахалинский
- Salix kimurana — Ива Кимуры
- Astilbe thunbergii — Астильбе Тунберга
- Mimulus inflatus — Губастик вздутый
- Pedicularis koidzumiana — Мытник Коидзуми
- Pseudolysimachion incanum — Лжевербейник седой
- Tilia maximowicziana — Липа Максимовича
- Tofieldia okuboi — Тофильдия Окубо
- Trillium smallii — Триллиум Смола
- Boehmeria tricuspis — Бемерия трехостроконечная
- Viburnum wrightii — Калина Райта
- Ampelopsis heterophylla — Виноградовник разнолистный

- Juniperus conferta — Можжевельник прибрежный
- Juniperus sargentii — Можжевельник Саржента
- Picea glehnii — Ель Глена
- Taxus cuspidata — Тис остроконечный

- Adiantum pedatum — Адиантум стоповидный
- Arachniodes mutica — Арахниодес безострийный
- Leptorumohra miqueliana — Лепторумора Микеля
- Polystichum lonchitis — Многорядник копьевидный
- Asplenium ruta-muraria — Костенец стенной
- Asplenium viride — Костенец зеленый
- Phyllitis japonica — Листовик японский
- Athyriopsis japonica — Кочедыжничек японский
- Athyrium wardii — Кочедыжник Уорда
- Rhizomatopteris montana — Корневищник горный
- Blechnum nipponicum — Дербянка ниппонская
- Cryptogramma crispa — Скрытокучница курчавая
- Cryptogramma stelleri — Скрытокучница Стеллера
- Coniogramme intermedia — Кониограмма средняя
- Lacosteopsis orientalis — Лакостеопсис восточный
- Mecodium wrightii — Мекодий Райта
- Matteuccia orientalis — Страусник восточный
- Ophioglossum alascanum — Ужовник аляскинский
- Osmunda japonica — Чистоуст японский
- Plagiogyria matsumurana — Плагиогирия Матсумуры
- Pleopeltis ussuriensis — Щиточешуйник уссурийский
- Polypodium fauriei — Многоножка Фори

- Isoetes asiatica — Полушник азиатский

- Mielichhoferia japonica — Милиххоферия японская
- Isothecium hakkodense — Изотециум хаккодский
- Forsstroemia japonica — Форсстремия японская
- Fissidens nobilis — Фиссиденс благородный
- Hypopterygium flavolimbatum — Гипоптеригиум желтоокаймленный
- Dozya japonica — Дозия японская
- Dolichomitriopsis diversiforme — Долихомитриопсис разнообразный
- Mnium stellare — Мниум звездчатый
- Trachycystis ussuriense — Трахицистис уссурийский
- Macromitrium japonicum — Макромитириум японский
- Taxiphyllum aomoriense — Таксифиллум аоморийский
- Pogonatum spinulosum — Погонатум шиповатый
- Polytrichum sphaerothecium — Политрихум сферический
- Tetrodontium repandum — Тетродонциум широковыемчатый
- Thuidium kanedae — Туидиум канеда
- Herpetineuron toccoae — Герпетиневрон Токко
- Eocalypogeia schusteriana — Эокалипогейя Шустера
- Iwatsukia jishibae — Иватзукия Исибы
- Fossombronia alaskana — Фоссомброния аляскинская
- Gymnomitrion commutatum — Гимномитрион переменчивый
- Cordaea erimona — Кордея одноопушенная
- Haplomitrium hookeri — Гапломитриум Гукера
- Nardia breidleri — Нардия Брейдлера

- Codium yezoense — Кодиум иезоенский
- Derbesia marina — Дербезия морская
- Stschapovia flagellaris — Шаповия бичевидная
- Costularia kurilensis — Костулярия курильская
- Cymathera fibrosa — Циматера волокнистая
- Ahnfeltia fastigiata — Анфельция равновершинная
- Membranoptera platyphylla — Мембраноптера широкопластинчатая
- Neocholmesia japonica — Неохолмезия японская
- Constantinea rosa-marina — Константинея морская роза
- Mazzaella phyllocarpa — Мазелла листоплодная
- Halymenia acuminata — Халимения заостренная
- Halosaccion firmum — Галосакцион прочный

- Icmadophila japonica — Икмадофила японская
- Cladonia graciliformis — Кладония грациозновидная
- Cladonia vulcani — Кладония вулканная
- Coccocarpia palmicola — Коккокарпия палмикола
- Coccocarpia erythroxyli — Коккокарпия краснодревесная
- Leptogium hildenbrandii — Лептогиум Гильденбрандта
- Lobaria pulmonaria — Лобария легочная
- Lobaria retigera — Лобария сетчатая
- Sticta fuliginosa — Стикта темно-бурая
- Sticta limbata — Стикта окаймленная
- Pannaria lurida — Паннария грязно-бурая
- Anzia japonica — Анция японская
- Asahinea scholanderi — Асахинея Шоландера
- Bryocaulon pseudosatoanum — Бриокаулон ложносатоанский
- Bryoria fremontii — Бриория Фремонта
- Cetreliopsis asahinae — Цетрелиопсис Асахины
- Evernia prunastri — Еверния сливовая
- Hypogymnia duplicatoides — Гипогимния двояковидная
- Hypogymnia fragillima — Гипогимния хрупкая
- Hypogymnia hypotrypa — Гипогимния изнеженная
- Lethariella togashii — Летрариелла Тогашии
- Menegazzia terebrata — Менегацция продырявленная
- Nephromopsis laii — Нефромопсис Лая
- Nephromopsis ornata — Нефромопсис украшенный
- Oropogon asiaticus — Оропогон азиатский
- Usnea aciculifera — Уснея иглоносная
- Usnea bismolliuscula — Уснея дваждымягковатая
- Usnea rubicunda — Уснея красноватая
- Usnea diffracta — Уснея растрескавшаяся
- Solorina saccata — Солорина мешочковидная
- Phaeophyscia squarrosa — Феофисция оттопыренная
- Stereocaulon exutum — Стереокаулон раздетый
- Stereocaulon hokkaidense — Стереокаулон хоккайдский
- Stereocaulon pseudodepreaultii — Стереокаулон ложнодепрельтовский
- Stereocaulon saviczii — Стереокаулон Савича

- Leucoagaricus nympharum — Гриб-зонтик девичий
- Amanita caesareoides — Кесарев гриб дальневосточный
- Harrya chromapes — Подосиновик окрашенноножковый
- Cyanoboletus pulverulentus — Моховик чернеющий
- Bondarzewia mesenterica — Бондарцевия пленчатая
- Cryptoporus volvatus — Криптопорус вольвоносный
- Phaeocollybia jennyae — Феоколлибия Дженни
- Ganoderma lucidum — Трутовик лакированный
- Chroogomphus tomentosus — Мокруха войлочная
- Hericium coralloides — Гериций коралловидный
- Pleurotus djamor — Вешенка семгово-соломенная
- Russula granulata — Сыроежка зернистая
- Russula brunneola — Сыроежка буроватая
- Sparassis crispa — Спарассис курчавый
- Strobilomyces strobilaceus — Шишкогриб хлопьеножковый
- Tylopilus porphyrosporus — Тилопил порфироспоровый
- Catathelasma imperiale — Катателасма имперская
- Rhodotus palmatus — Родотус дланевидный